# Soja Iwanowa
Soja Iwanowa (russisch Зоя Иванова, engl. Transkription Zoya Ivanova; * 14. März 1952 in Saton bei Petropawl) ist eine kasachische Langstreckenläuferin, die, für die Sowjetunion startend, ihre größten Erfolge im Marathon hatte.
Iwanowa, die ursprünglich Skilangläuferin war, wurde von 1981 bis 1984 viermal in Folge sowjetische Marathon-Meisterin. 1982 gewann sie den Tokyo International Women’s Marathon in 2:34:26. Beim Marathon der Leichtathletik-Weltmeisterschaften 1983 in Helsinki belegte sie den 23. Platz.
1985 holte sie beim IAAF-Weltcup-Marathon Silber und 1987 Gold.
Beim Marathon der WM 1987 in Rom holte sie die Silbermedaille hinter Rosa Mota (POR) und vor Jocelyne Villeton (FRA). Im selben Jahr stellte sie als Dritte des Tokyo International Women’s Marathon mit 2:27:57 einen sowjetischen Rekord auf, der noch heute (Stand 2008) kasachischer Landesrekord ist.
Beim Marathon der Olympischen Spiele 1988 in Seoul wurde sie Neunte. 1989 gewann sie den Los-Angeles-Marathon und wurde Sechste beim New-York-City-Marathon. 1990 wurde sie jeweils Siebte beim Boston- und beim New-York-City-Marathon und stellte im 25-km-Straßenlauf mit 1:28:32 einen weiteren aktuellen kasachischen Rekord auf.